# Chieșd
Chieșd – wieś w Rumunii, w okręgu Sălaj, w gminie Chieșd. W 2011 roku liczyła 1853 mieszkańców.